# Lantfrid
Lantfrid, aber auch Lanfred (lat. Lantfridus oder Lanfredus), (* ?; † 730) war von 709 bis 730 alamannischer Herzog. Er war Sohn des Gotfrid und Bruder des Theudebald.

## Leben
Nach Herzog Gotfrids Tod 709 übernahmen Lantfrid und sein Bruder Theudebald das Amt des alamannischen Herzogs. Möglicherweise übte Lantfrid die Herrschaft vor allem im Norden, Theudebald im Süden aus.
Beide Brüder standen in ihrem Amt den fränkischen Hausmeiern in erbitterter Feindschaft gegenüber. Bereits im Verlauf des 7. Jahrhunderts hatte sich der alamannische Herrschaftsbereich angesichts schwacher merowingischer Könige innerhalb des Frankenreiches weitgehend verselbständigt, so dass die Herzöge ähnlich autonom wie Könige regierten. Die zunächst als Hausmeier aufstrebenden Karolinger bemühten sich um eine Konsolidierung des Frankenreiches und gerieten dadurch in Konflikt mit den Alamannenherzögen. 722/723 führte Karl Martell einen Feldzug vor allem gegen Theudebald, der vorübergehend aus seinem Herrschaftsgebiet vertrieben wurde. Lantfrid konnte den Norden des Herzogtums vorerst halten. 724 gründete Klosterbischof Pirmin unter dem Schutz Karl Martells das Kloster Reichenau inmitten des alamannischen Herzogtums, was von Lantfrid und Theudebald als weitere Provokation aufgefasst wurde. Theudebald vertrieb 727 den Abt Pirmin, ob odium Karoli (aus Hass gegen Karl Martell) und 732 den Nachfolger Abt Heddo vom Kloster Reichenau.
Nach dem Eingangsbericht zweier Handschriften soll zu Zeiten des Herzogs Lantfrid das alamannische Stammesrecht als Lex Alamannorum neu gefasst worden sein. Hierbei dürfte es sich allerdings um eine spätere Fälschungsnotiz des Klosters Reichenau (Bodensee) handeln. Die beste Überlieferung der Lex Alamannorum ist in der Wandalgarius-Handschrift enthalten, diese wird in der Stiftsbibliothek St. Gallen aufbewahrt. Das besondere dieser Handschrift ist, dass diese klar zeitlich und örtlich einordenbar ist und der Verfasser bekannt ist – dieser hat die Handschrift mit Datum und Signatur versehen. 
730 führte Karl Martell einen Feldzug gegen die Herzöge Theudebald und Lantfrid, der noch im selben Jahr verstarb. Herzog Theudebald übernahm daraufhin das alleinige Herzogenamt in der Alamannia. In den folgenden Jahren wurden die Alemannen geschlagen und schließlich wieder fest in den fränkischen Reichsverband eingegliedert.